# Adineta acuticornis
Adineta acuticornis is een raderdiertjessoort uit de familie Adinetidae. De wetenschappelijke naam van deze soort is voor het eerst geldig gepubliceerd in 1967 door Haigh.